# Crotalaria lotifolia
Crotalaria lotifolia är en ärtväxtart som beskrevs av Carl von Linné. Crotalaria lotifolia ingår i släktet sunnhampor, och familjen ärtväxter. Inga underarter finns listade i Catalogue of Life.